# Гбагби, Рут
Рут Гбагби (фр. Ruth Gbagbi; род. 7 февраля 1994, Абиджан) — ивуарийская тхэквондистка. Чемпионка мира 2017 года, чемпионка Африканских игр 2015 года, шестикратная чемпионка Африки. Бронзовый призёр Олимпийских игр 2016 и 2020 годов.

## Биография
Рут Гбагби родилась 7 февраля 1994 года. На международных соревнованиях по тхэквондо выступает с 2009 года.
В 2012 году Рут приняла участие в соревнованиях на Олимпийских играх 2012 года в Лондоне в весовой категории ло 67 килограммов Рут. В этом же году она впервые победила на чемпионате Африки на Мадагаскаре. 
На Олимпийских играх 2016 года в Бразилии в весовой категории до 67 килограммов Гбагби в борьбе за бронзу, через утешительные поединки, обыграла Фариду Азизову из Азербайджана, обеспечив себе медаль.
На чемпионате мира 2017 года в Южной Корее в категории до 62 кг стала чемпионкой мира. 
На Олимпийских играх 2021 года в Токио в весовой категории до 67 килограммов ивуарийка уступила в полуфинале Лорен Уильямс из Великобритании. В борьбе за бронзу обыграла Милену Титонели из Бразилии, обеспечив себе медаль.
В 2022 году на чемпионате Африки в Кигали, В Руанде, Рут стала шестикратной чемпионкой континента.
В 2023 году на чемпионате мира, который состоялся в Баку, в категории до 67 кг, ивуарийка завоевала бронзовую медаль. В полуфинальной схватке она уступила спортсменке из Франции Магде Вит-Хенин.